# Bahnstrecke Rumburk–Sebnitz
| Streckennummer (DB): | 6666 (Sebnitz Grenze–Sebnitz) |                                                            |                                                            |
| Kursbuchstrecke (SŽ): | 083                           |                                                            |                                                            |
| Streckenlänge: | 27,114 km                     |                                                            |                                                            |
| Spurweite: | 1435 mm (Normalspur)          |                                                            |                                                            |
| Maximale Neigung: | 28,6 ‰                        |                                                            |                                                            |
| Streckengeschwindigkeit: | 90 km/h                       |                                                            |                                                            |
| |                               |                                                            |                                                            |
| \| \| \| von Ebersbach (Sachs) (vorm. BNB) \| \| \| \| 0,000 \| Rumburk \| 385 m \| \| \| \| nach Bakov nad Jizerou (vorm. BNB) sowie \| \| \| \| \| nach Mikulášovice dolní n. (vorm. Nordböhm. Industriebahn) \| \| \| \| 4,540 \| Valdek \| 405 m \| \| \| 7,219 \| Šluknov údolí \| 365 m \| \| \| 9,552 \| Šluknov \| 340 m \| \| \| 11,571 \| Šluknov zastávka \| 360 m \| \| \| 12,696 \| vlečka kamenolom (1,1 km) \| vlečka kamenolom (1,1 km) \| \| \| 14,530 \| Velký Šenov zastávka \| 377 m \| \| \| 16,380 \| Velký Šenov \| 365 m \| \| \| 18,040 \| Lipová u Šluknova \| 350 m \| \| \| \| von Rumburk (vorm. Nordböhm. Industriebahn) \| \| \| \| 20,224 \| Mikulášovice dolní nádraží \| 380 m \| \| \| \| Vilémovský potok (Wölmsdorfer Viadukt; 219 m) \| \| \| \| 22,000 \| Vilémov u Šluknova \| 355 m \| \| \| 23,840 \| Horní Poustevna \| 340 m \| \| \| \| Luční potok (30 m) \| \| \| \| 25,887 \| Dolní Poustevna \| 325 m \| \| \| 26,271 \| Staatsgrenze Tschechien-Deutschland \| Staatsgrenze Tschechien-Deutschland \| \| \| \| von Bautzen \| \| \| \| 27,114 \| Sebnitz (Sachs) \| 313 m \| \| \| \| nach Bad Schandau \| \| \| \| \| \| \| \| Quellen: [1] \| \| \| \| |                               |                                                            |                                                            |
| Strecke |                               | von Ebersbach (Sachs) (vorm. BNB)                          | von Ebersbach (Sachs) (vorm. BNB)                          |
| Bahnhof | 0,000                         | Rumburk                                                    | 385 m                                                      |
| Abzweig geradeaus und nach links |                               | nach Bakov nad Jizerou (vorm. BNB) sowie                   | nach Bakov nad Jizerou (vorm. BNB) sowie                   |
| Strecke |                               | nach Mikulášovice dolní n. (vorm. Nordböhm. Industriebahn) | nach Mikulášovice dolní n. (vorm. Nordböhm. Industriebahn) |
| Haltepunkt / Haltestelle | 4,540                         | Valdek                                                     | 405 m                                                      |
| Haltepunkt / Haltestelle | 7,219                         | Šluknov údolí                                              | 365 m                                                      |
| Bahnhof | 9,552                         | Šluknov                                                    | 340 m                                                      |
| Haltepunkt / Haltestelle | 11,571                        | Šluknov zastávka                                           | 360 m                                                      |
| Abzweig geradeaus und nach links | 12,696                        | vlečka kamenolom (1,1 km)                                  | vlečka kamenolom (1,1 km)                                  |
| Haltepunkt / Haltestelle | 14,530                        | Velký Šenov zastávka                                       | 377 m                                                      |
| Bahnhof | 16,380                        | Velký Šenov                                                | 365 m                                                      |
| Haltepunkt / Haltestelle | 18,040                        | Lipová u Šluknova                                          | 350 m                                                      |
| Abzweig geradeaus und von links |                               | von Rumburk (vorm. Nordböhm. Industriebahn)                | von Rumburk (vorm. Nordböhm. Industriebahn)                |
| Bahnhof | 20,224                        | Mikulášovice dolní nádraží                                 | 380 m                                                      |
| Brücke |                               | Vilémovský potok (Wölmsdorfer Viadukt; 219 m)              | Vilémovský potok (Wölmsdorfer Viadukt; 219 m)              |
| Haltepunkt / Haltestelle | 22,000                        | Vilémov u Šluknova                                         | 355 m                                                      |
| Haltepunkt / Haltestelle | 23,840                        | Horní Poustevna                                            | 340 m                                                      |
| Brücke |                               | Luční potok (30 m)                                         | Luční potok (30 m)                                         |
| Bahnhof | 25,887                        | Dolní Poustevna                                            | 325 m                                                      |
| Grenze | 26,271                        | Staatsgrenze Tschechien-Deutschland                        | Staatsgrenze Tschechien-Deutschland                        |
| Abzweig geradeaus und von rechts |                               | von Bautzen                                                | von Bautzen                                                |
| Bahnhof | 27,114                        | Sebnitz (Sachs)                                            | 313 m                                                      |
| Strecke |                               | nach Bad Schandau                                          | nach Bad Schandau                                          |
| |                               |                                                            |                                                            |
| Quellen: |                               |                                                            |                                                            |

Die Bahnstrecke Rumburk–Sebnitz ist eine regionale Eisenbahnverbindung in Tschechien und Sachsen, die ursprünglich von der k.k. privilegierten Böhmische Nordbahn (BNB) errichtet und betrieben wurde. Die Strecke zweigt in Rumburk (Rumburg) von der Bahnstrecke Bakov nad Jizerou–Ebersbach ab und führt im Böhmischen Niederland über Šluknov (Schluckenau) und Dolní Poustevna (Nieder Einsiedel) nach Sebnitz, wo sie in die Bahnstrecke Bautzen–Bad Schandau einmündet.
Der grenzüberschreitende Abschnitt zwischen Dolní Poustevna und Sebnitz war von 1945 bis 2013 unterbrochen, aber nicht stillgelegt. Die Wiederaufnahme des grenzüberschreitenden Verkehrs erfolgte am 5. Juli 2014.
Nach einem Erlass der tschechischen Regierung ist die Strecke seit dem 20. Dezember 1995 als regionale Bahn („regionální dráha“) klassifiziert.

## Geschichte

### Vorgeschichte und Bau
Erste Planungen für eine Bahnstrecke über Schluckenau stammten von 1870, als die Königlich Sächsischen Staatseisenbahnen den Bau einer Hauptbahn von Bad Schandau über Sebnitz, Schluckenau nach Bautzen vorsahen. Die österreichische Regierung vergab am 17. Juli 1871 die Konzession für die „Eisenbahnstrecke Rumburg–Schluckenau, eventuell mit der Fortsetzung Richtung Bautzen“ an die BNB. Die Strecke von Schluckenau bis zur Landesgrenze (Richtung Bautzen) sollte jedoch erst nach Abschluss eines Staatsvertrages mit Sachsen begonnen werden. Teil der Konzession war auch die Verpflichtung, nach „Herstellung des Anschlusses ihrer Linien in Richtung Zittau, Löbau und Bautzen eine Locomotiv-Flügelbahn von Schluckenau nach Wölmsdorf zu errichten“. Diese Konzession war auf eine Geltungsdauer von 90 Jahren ab Konzessionserteilung ausgestellt.
Das Königreich Sachsen wollte eine Strecke Schluckenau–Bautzen nur gleichzeitig mit der Verbindung Schluckenau–Schandau genehmigen. Die BNB zeigte jedoch kein Interesse an einer durchgehenden Verbindung vom Elbtal in die Oberlausitz, die in direkter Konkurrenz zur eigenen Hauptstrecke von Prag nach Georgswalde/Ebersbach gestanden hätte. Da keine Einigung mit Österreich zustande kam, bauten die Königlich Sächsischen Staatseisenbahnen die Bahnstrecke Bautzen–Bad Schandau in den Jahren 1873 bis 1877 ohne Berührung österreichischen Staatsgebietes.
Die BNB eröffnete die Strecke von Rumburg nach Schluckenau am 8. Januar 1873, die Weiterführung dieser Strecke in Richtung Landesgrenze (gegen Bautzen) wurde nicht ausgeführt. Über zehn Jahre sollten darum vergehen, bis die Strecke entsprechend der Konzession Richtung Wölmsdorf (Bahnhof Nixdorf; heute: Mikulášovice dolní nádraží) fortgeführt wurde. Am 14. Dezember 1884 wurde der Abschnitt Schluckenau–Nixdorf eröffnet.

### Weiterführung nach Sachsen
Grundlage für den Weiterbau der Strecke nach Sachsen war ein Staatsvertrag zwischen Österreich-Ungarn und Sachsen vom 27. November 1898. Er trat mit dem Austausch der Ratifikationsurkunden am 25. Januar 1899 in Wien in Kraft und bestimmte, dass die Konzession für den Bau der Strecke Nixdorf–Sebnitz an die BNB übertragen werden soll. Eine Inbetriebnahme der Strecke war dann innerhalb von zwei Jahren vorgesehen. Als Wechselstation (Grenzbahnhof) zwischen den Bahnverwaltungen wurde der Bahnhof Sebnitz bestimmt, als Sitz des Grenzzollamtes war Nieder Einsiedel vorgesehen. Gegenstand des Vertrages war auch der etwaige Bau der schon länger von Sachsen gewünschten Eisenbahnverbindung von Schluckenau nach Sohland. Die österreichische Regierung sicherte die Konzessionserteilung an ein Privatunternehmen oder eine Ausführung auf Rechnung des Staates zu. Ein konkreter Realisierungszeitraum wurde allerdings nicht vereinbart.
Die Konzession für die Lokalbahn zur Reichsgrenze nächst Nieder-Einsiedel erhielt die BNB am 9. Februar 1903. Die Konzessionsdauer war auf 90 Jahre vom Tage der Konzessionserteilung an festgesetzt.
Am 15. November 1904 wurde der Verkehr bis zum Grenzbahnhof Nieder Einsiedel aufgenommen. Sieben Monate später – am 14. Juni 1905 – fuhren die ersten Züge bis Sebnitz.

### Betrieb
Nach der Verstaatlichung der BNB ging die Strecke zum 1. Januar 1908 an die k.k. Staatsbahnen (kkStB) über. Im Jahr 1912 wies der Fahrplan täglich sechs Zugpaare zwischen Rumburg und Nieder Einsiedel aus, von denen fünf weiter bis Sebnitz fuhren. Ein weiterer Zug verkehrte nur zwischen Rumburg und Schluckenau. Die Züge benötigten für die 30 Kilometer lange Strecke etwas mehr als eineinhalb Stunden. Im grenzüberschreitenden Güterverkehr wurde neben landwirtschaftlichen Produkten vor allem Kohle befördert. Im Personenverkehr wurden die grenzüberschreitenden Züge vor allem von den Bewohnern des Böhmischen Niederlandes genutzt, die nach Sachsen zur Arbeit fuhren oder Geschäftsreisende waren.
Nach dem Zerfall Österreich-Ungarns im Oktober 1918 ging die Strecke an die neu gegründeten Tschechoslowakischen Staatsbahnen (ČSD) über.

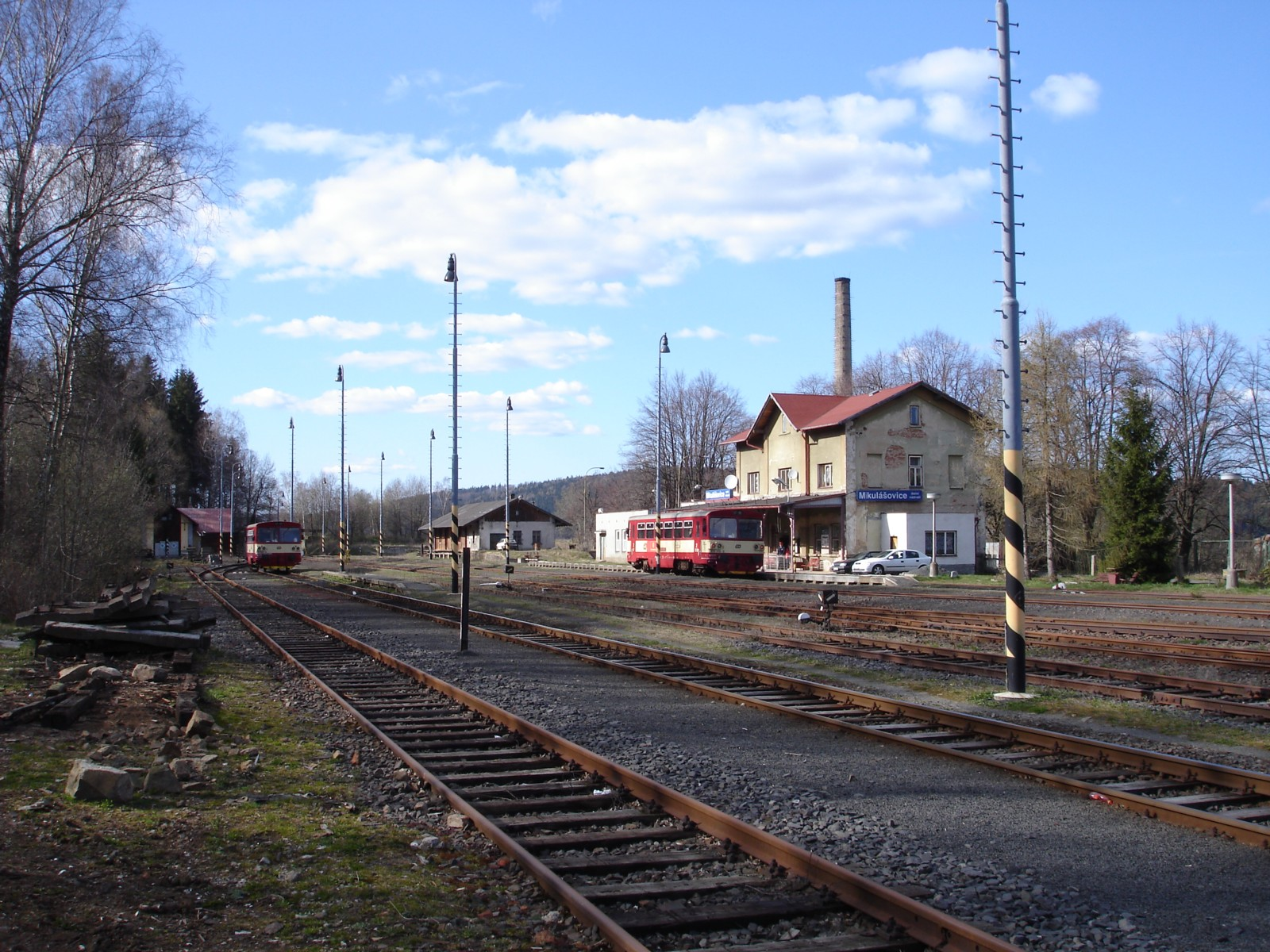
Bahnhof Mikulášovice dolní n. (2007)

Nach dem Anschluss des Sudetenlandes an Deutschland im Herbst 1938 kam die Strecke zur Deutschen Reichsbahn, Reichsbahndirektion Dresden. Im Reichskursbuch war die Strecke zunächst unter der Nummer 135t, später unter der Nummer 165g enthalten. Am Nachmittag des 8. Mai 1945 verkehrte der letzte Zug von Rumburg nach Sebnitz, dann kam der Zugverkehr infolge der Kampfhandlungen zum Erliegen.
Nach dem Ende des Zweiten Weltkrieges im Mai 1945 kam die Strecke wieder zu den ČSD. Der erste Nachkriegsfahrplan der ČSD von 1945 verzeichnete sechs Personenzugpaare zwischen Rumburk und Dolni Poustevna, die sämtlich als Motorzug geführt waren. Die bis 1938 übliche Durchbindung einiger Züge von und nach Prag wie auch der grenzüberschreitende Verkehr nach Sebnitz wurden nicht wiederaufgenommen.
Im Jahr 1948 entlief in Dolni Poustevna ein Güterwagen, der erst im Bahnhof Goßdorf-Kohlmühle an der Bahnstrecke Bautzen–Bad Schandau aufgehalten werden konnte. Die Rückholung des Wagens durch eine Lokomotive der ČSD war mutmaßlich die letzte Zugfahrt bis zur Wiederinbetriebnahme der grenzüberschreitenden Strecke im Jahr 2014. Kurz darauf schufen die ČSD eine 72 Meter lange Gleislücke an der Staatsgrenze, um ähnliche Vorfälle künftig auszuschließen. Auf deutscher Seite blieb das Gleis ohne Nutzung liegen.
Eine Zäsur war die Vertreibung der deutschböhmischen Bevölkerung im Bahngebiet in den Jahren 1945 und 1946. Da eine Neubesiedlung mit Tschechen nur in geringem Umfang gelang, sank die erbrachte Verkehrsleistung auf einen Bruchteil des Vorkriegswertes. Infolge der Schließung von Industriebetrieben ging auch die Bedeutung im Güterverkehr zurück. Größter Güterkunde ist fortan der Steinbruch am Partizánský vrch (Botzenberg) bei Šluknov, der über eine eigene Anschlussbahn verfügt.
Am 1. Januar 1993 ging die Strecke im Zuge der Auflösung der Tschechoslowakei an die neu gegründeten České dráhy (ČD) über. Seit 2003 gehört sie zum Netz des staatlichen Infrastrukturbetreibers Správa železniční dopravní cesty (SŽDC).
1997 drohte die Einstellung des Bahnbetriebes. Eine damals vorgesehene Übernahme der Strecke durch einen privaten Betreiber kam jedoch nicht zustande.
Der Fahrplan 2006/2007 verzeichnete elf Reisezugpaare an Werktagen, die in einem angenäherten Zweistundentakt verkehrten. Seit dem 11. Dezember 2011 werden einige Schnellzüge der Relation Kolín–Rumburk bis Šluknov durchgebunden.

### Wiederherstellung der grenzüberschreitenden Verbindung nach 1990

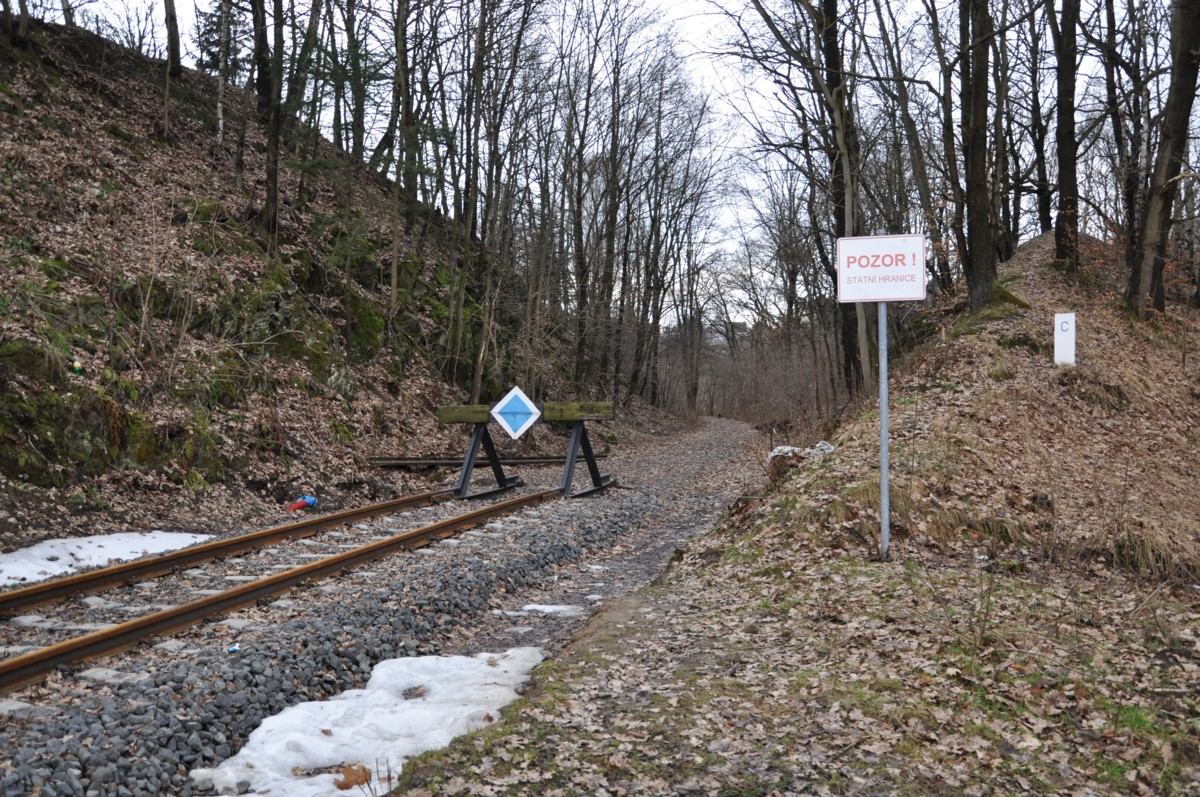
In Tschechien wurden 2009 die Voraussetzungen für den Lückenschluss geschaffen: Das Gleisende an der Staatsgrenze im März 2010

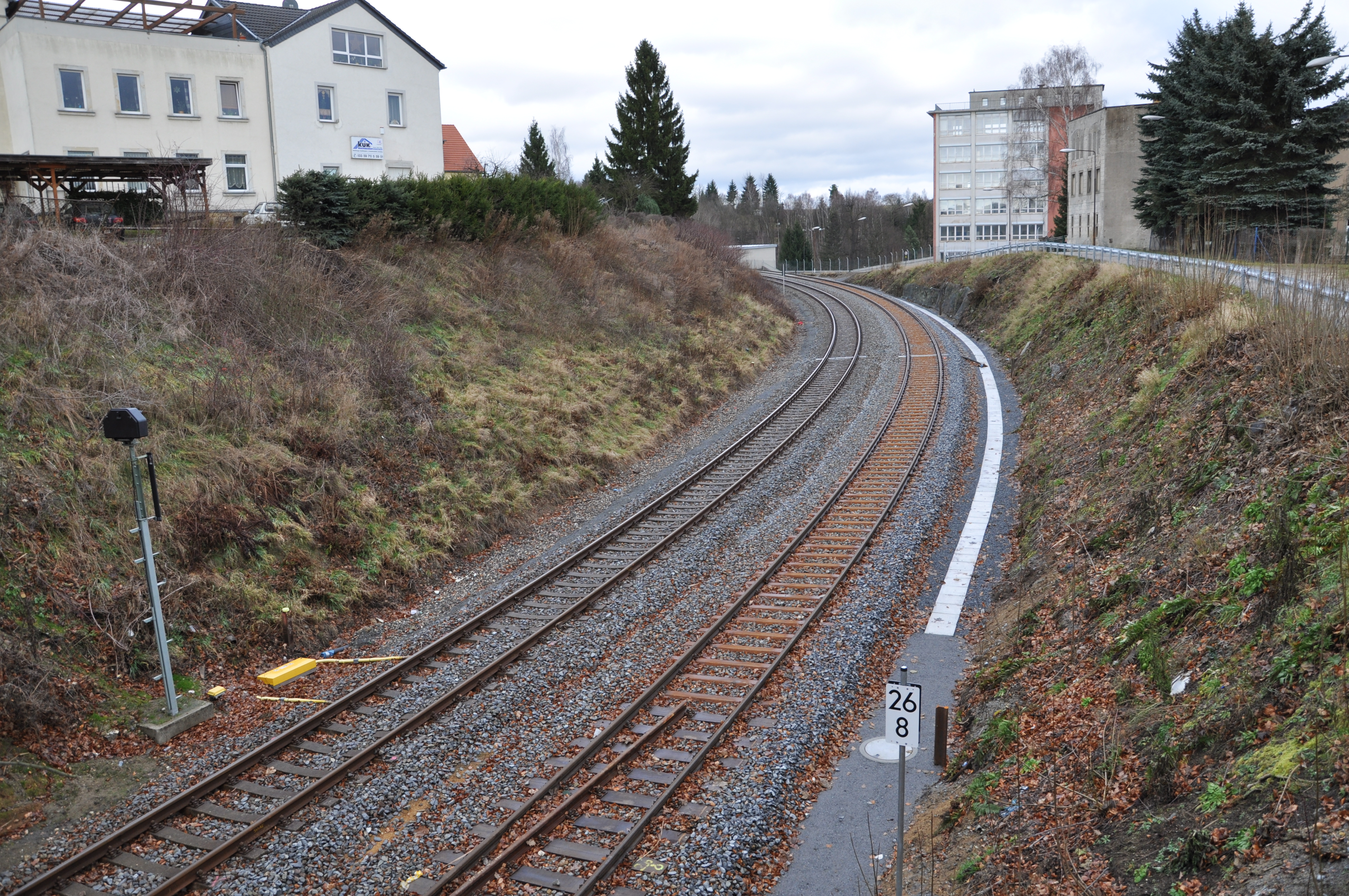
Im Dezember 2013 ist auch auf deutscher Seite das Gleis fertiggestellt. Links kommt die Strecke von Bautzen, rechts von Rumburk.

Insbesondere für einen touristischen Verkehr wurde in den Jahren nach 1990 immer wieder ein Wiederaufbau der grenzüberschreitenden Trasse gefordert. Nach dem Beitritt Tschechiens zur Europäischen Union am 1. Mai 2004 wurden diese Bestrebungen nochmals intensiviert. Prognostiziert war ein Verkehrsaufkommen von 700 Fahrgästen täglich. Jedoch sollte es noch bis zum Jahr 2006 dauern, bis der Wiederaufbau zwischen dem Okres Děčín, den ČD und dem Verkehrsverbund Oberelbe vertraglich vereinbart wurde. Neben der Erneuerung des noch vorhandenen Gleises waren dazu insbesondere der Ersatzneubau einer Eisenbahnüberführung sowie ein Umbau des Spurplans und der Bahnsteiganlagen im Bahnhof Sebnitz nötig.
Am 4. November 2011 bestätigte die Deutsche Bahn AG, dass die Finanzierung des Streckenbaus mit Bundesmitteln in Höhe von 2,5 Millionen Euro erfolgen wird. Am 19. Juli 2012 wurde der Bau- und Finanzierungsvertrag von Vertretern der DB Netz AG und des Verkehrsverbundes Oberelbe unterzeichnet, wobei die DB Netz AG eine Fertigstellung bis spätestens Juli 2014 veranschlagte. Der Vertragsabschluss hatte sich unter anderem wegen Verhandlungen über die Dauer der vom Verkehrsverbund Oberelbe garantierte Bestellung von Verkehrsleistungen verzögert. Im Februar 2013 rechnete DB Netz mit einer Aufnahme des grenzüberschreitenden Verkehrs frühestens am 31. August 2014, jedoch unter der Voraussetzung, dass der VVO die Verkehrsleistung bestellt.
Mit einem symbolischen Ersten Spatenstich am 3. April 2013 begann DB Netz offiziell mit den Bauarbeiten auf deutscher Seite. Bis August 2013 entstand zunächst die Brücke über die Blumenstraße in Sebnitz neu, danach wurde das Gleis zwischen der Staatsgrenze und dem Bahnhof Sebnitz neu verlegt. Am 13. September 2013 wurde die Gleislücke geschlossen. Der Verkehrsverbund Oberelbe schrieb die grenzüberschreitenden Beförderungsleistung am 18. Dezember 2013 aus. Nach Einbau der Funk- und Signaltechnik war die Strecke im Juni 2014 fertiggestellt. Die Gesamtinvestitionskosten im Zusammenhang mit dem Lückenschluss betrugen schließlich allein auf deutscher Seite etwa 3 Millionen Euro.
Auf tschechischer Seite hatte der Streckenbetreiber SŽDC bereits im Jahr 2009 alle für den Lückenschluss notwendigen Bauarbeiten an Gleisen und Anlagen ausgeführt. Insgesamt wurden in den Neubau des Bahnsteiges in Dolni Poustevna und eine grundhafte Gleiserneuerung 80 Mio. Kč investiert.
Am 4. Juli 2014 wurde die neue Bahnverbindung mit einem Festakt in Sebnitz eröffnet. Ein Sonderzug fuhr von Sebnitz nach Dolni Poustevna und zurück. Der planmäßige Zugverkehr wurde am 5. Juli 2014 aufgenommen. Seitdem erfolgt ein Durchlauf der Reisezüge in der Relation Rumburk – Sebnitz – Bad Schandau – Děčín als Linie U28 im Zweistundentakt. Die Zugkreuzungen finden jeweils zur üblichen Symmetrieminute in Mikulášovice dolní nádraží statt, wo an den Wochenenden ein Eckanschluss nach Krásná Lípa besteht.
Nach einem Jahr Betrieb der Linie U28 zog der Verkehrsverbund Oberelbe ein überwiegend positives Fazit. Insbesondere an den Wochenenden und Feiertagen weisen die Züge eine hohe Auslastung auf. Im Durchschnitt passierten von Juli 2014 bis Mai 2015 täglich 470 Fahrgäste die Grenze in Sebnitz, das entspricht etwa 30 Reisenden je Zug.
Im Jahr 2020 plante Správa železnic die Erneuerung des Wölmsdorfer Viaduktes zwischen Mikulášovice dolní nádraží und der Haltestelle Vilémov u Šluknova. Während einer dreimonatigen Totalsperrung ab 1. September 2020 sollten die stählernen Überbauten erneuert und die gemauerten Pfeiler saniert werden. Dabei soll die gleiche Technologie genutzt werden, wie sie in den Jahren 2018 und 2019 zur Sanierung der Brücke über die Talsperre Hracholusky der Bahnstrecke Pňovany–Bezdružice erstmals angewendet wurde. Die Kosten zur Sanierung werden nach Auftragserteilung mit 217 Millionen Kronen angegeben. Sie liegen damit um 44 Millionen Kronen höher, als ursprünglich veranschlagt. Infolge der Coronakrise konnte der Hersteller der Stahlüberbauten allerdings nicht termingerecht liefern und die Arbeiten wurden ins Jahr 2021 verschoben. 
Zwischen April und Juli 2021 wurde die Strecke zwischen Rumburk und Velký Šenov mit einem Kostenrahmen von 308 Millionen Kronen vollständig erneuert. Ziel war die Anhebung der Streckengeschwindigkeit auf 90 km/h. In engen Gleisbögen kamen dabei Y-Schwellen mit erhöhtem Querverschiebewiderstand zum Einbau. Die  Streckensperrung vom 18. April bis 16. Juli 2021 wurde auch für den Austausch der stählernen Überbauten des Wölmsdorfer Viadukts genutzt.
Seit dem Abschluss der Arbeiten erreichen und verlassen die Reisezüge der Linie U28 den Bahnhof Rumburk jeweils zur Taktzeit zur halben Stunde. Damit ist der Eckanschluss mit den Personenzügen von und nach Mladá Boleslav město gewährleistet.

## Streckenbeschreibung

### Betriebsstellen
Rumburk
Der Bahnhof Rumburk (bis 1945 deutsch: Rumburg) wurde 1869 als vorläufiger Endpunkt der Strecke von Bakov nad Jizerou in Betrieb genommen. Mit dem Bau der Strecken nach Šluknov und Ebersbach in Sachsen (1873) sowie nach Mikulášovice (1902) wurde Rumburk zu einem regionalen Eisenbahnknoten, der insbesondere im grenzüberschreitenden Nord-Süd-Güterverkehr Bedeutung besaß. Rumburk ist Grenzbahnhof im Verkehr mit Deutschland.
Šluknov

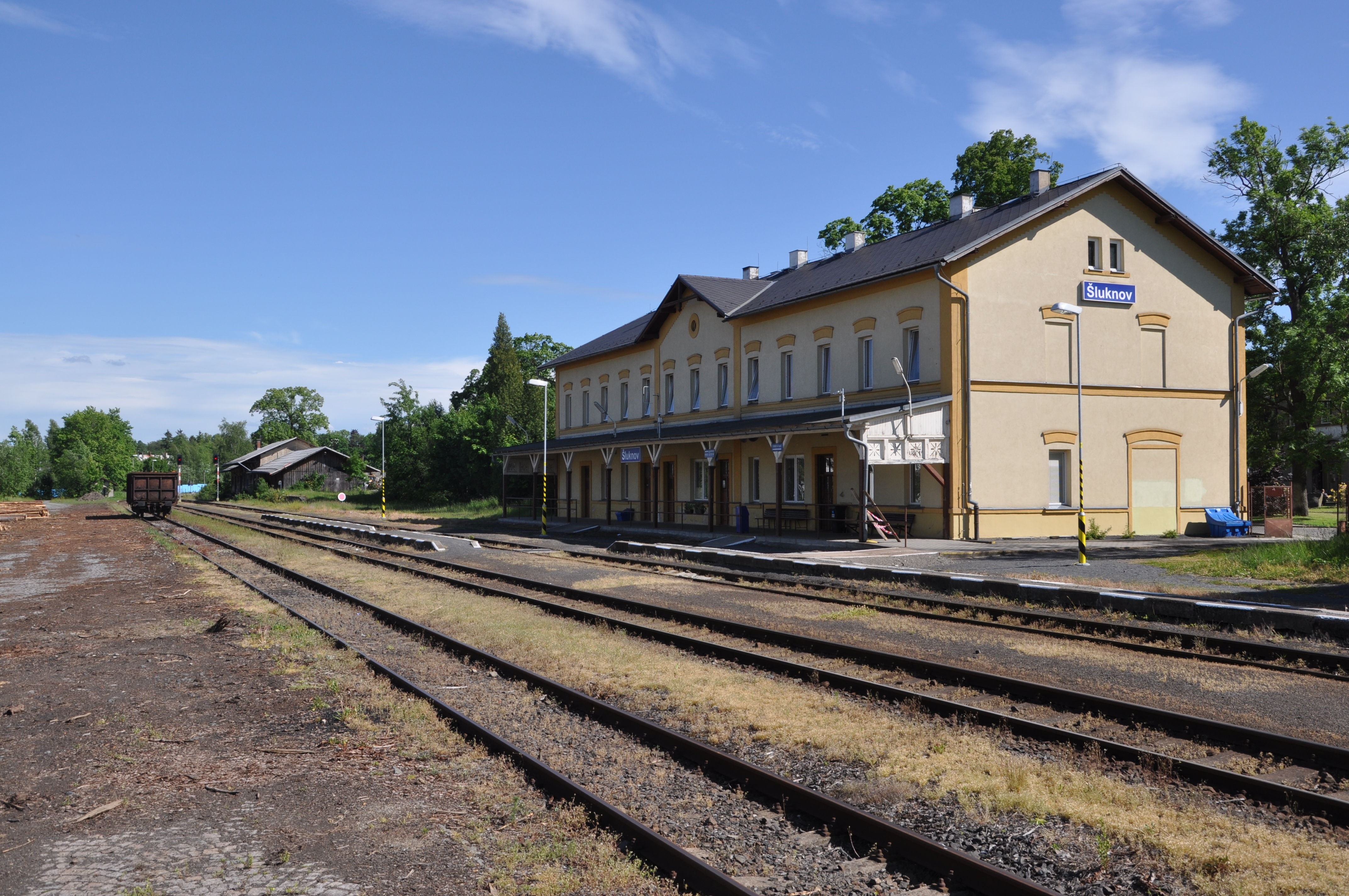
Bahnhof Šluknov (2015)

Der Bahnhof Šluknov (bis 1945 deutsch: Schluckenau) wurde 1873 als provisorischer Streckenendpunkt in Betrieb genommen. Seine Lage war so gewählt, dass eine Weiterführung der Strecke durch das Spreetal Richtung Sohland und Bautzen problemlos möglich gewesen wäre.
Mikulášovice dolní nádraží
Der Bahnhof Mikulášovice dolní nádraží (bis 1945 deutsch: Nieder Nixdorf / Nixdorf unt Bf) war von 1884 bis 1904 provisorischer Streckenendpunkt. Seit 1902 mündet die frühere Nordböhmische Industriebahn ein, die auf der Südseite des Bahnhofes eigene Anlagen mit Aufnahmsgebäude und Heizhaus errichtete. Mikulášovice dolní nádraží ist heute Sitz des für die Zugleitung zuständigen Fahrdienstleiters beider Strecken.
Dolní Poustevna

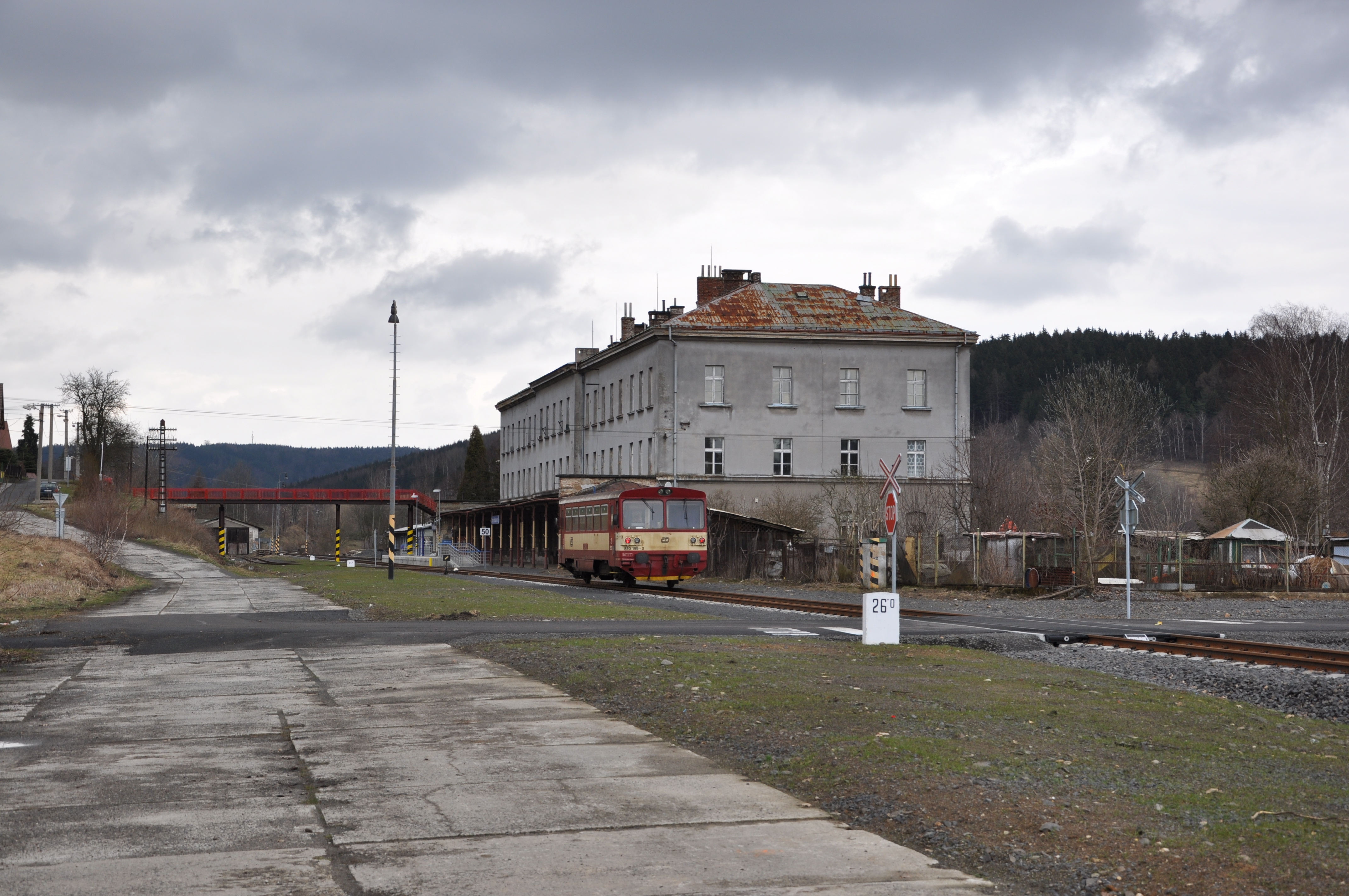
Bahnhof Dolní Poustevna (2010)

Der Bahnhof Dolní Poustevna (bis 1945 deutsch: Nieder Einsiedel) besteht seit der Streckeneröffnung. Die einst umfangreichen Anlagen des Bahnhofes dienten bis 1938 insbesondere der Zollabfertigung im Verkehr mit Deutschland. Nachdem ab 1945 kein grenzüberschreitender Verkehr mehr stattfand, waren die weitgehend ungenutzten Anlagen in einem fortschreitenden Verfall begriffen. Die Gleisanlagen und der verbliebene Bahnsteig wurden im Jahr 2009 erneuert.
Sebnitz (Sachs)
Der Bahnhof Sebnitz (Sachs) ist Anschlussbahnhof zur Bahnstrecke Bautzen–Bad Schandau in Sachsen. Im grenzüberschreitenden Verkehr fanden in Sebnitz die Passkontrollen statt.
| 1913             | 1921                              | 1925                                                             | 1942                  | 1946                       | 1949                       |
| Rumburg          | Rumburk Rumburg                   | Rumburk Rumburg                                                  | Rumburg               | Rumburk                    | Rumburk                    |
| Waldecke         | Waldecke                          | Valdek Waldecke                                                  | Waldecke              | Valdek                     | Valdek                     |
| –                | Karlovice Karlthal                | Karlovo údolí Karlthal                                           | Karlthal              | Karlovo údolí              | Karlovo údolí              |
| Schluckenau      | Šluknov Schluckenau               | Šluknov Schluckenau                                              | Schluckenau           | Šluknov                    | Šluknov                    |
| Kaiserswalde     | Kaiserswalde                      | Kaiserswalde                                                     | Kaiserswalde          | Kaiserswalde               | Cisařský                   |
| –                | Velký Šenov z. Gross Schönau H.   | Velký Šenov v Čechách zastávka Großschönau in Böhmen Haltestelle | Großschönau (Böhm) Hp | Velký Šenov zastávka       | Velký Šenov zastávka       |
| Schönau          | Velký Šenov Gross Schönau         | Velký Šenov v Čechách Großschönau in Böhmen                      | Großschönau (Böhm)    | Velký Šenov                | Velký Šenov                |
| Hainspach        | Haňšpach Hainspach                | Haňšpach Hainspach                                               | Hainspach             | Haňšpach                   | Lipová u Šluknova          |
| Nixdorf          | Dolní Mikulášovice Nieder Nixdorf | Mikulášovice dolní nádraží Nixdorf unterer Bahnhof               | Nixdorf unt Bf        | Mikulášovice dolní nádraží | Mikulášovice dolní nádraží |
| Wölmsdorf        | Wölmsdorf                         | Wölmsdorf                                                        | Wölmsdorf             | Wölmsdorf                  | Vilémov u Šluknova         |
| Ober Einsiedel   | Horní Einsidl Ober Einsiedel      | Horní Poustevna Ober Einsiedel                                   | Ober Einsiedel        | Horní Poustevna            | Horní Poustevna            |
| Nieder Einsiedel | Dolní Einsidl Nieder Einsiedel    | Dolní Poustevna Nieder Einsiedel                                 | Nieder Einsiedel      | Dolní Poustevna            | Dolní Poustevna            |

## Fahrzeugeinsatz

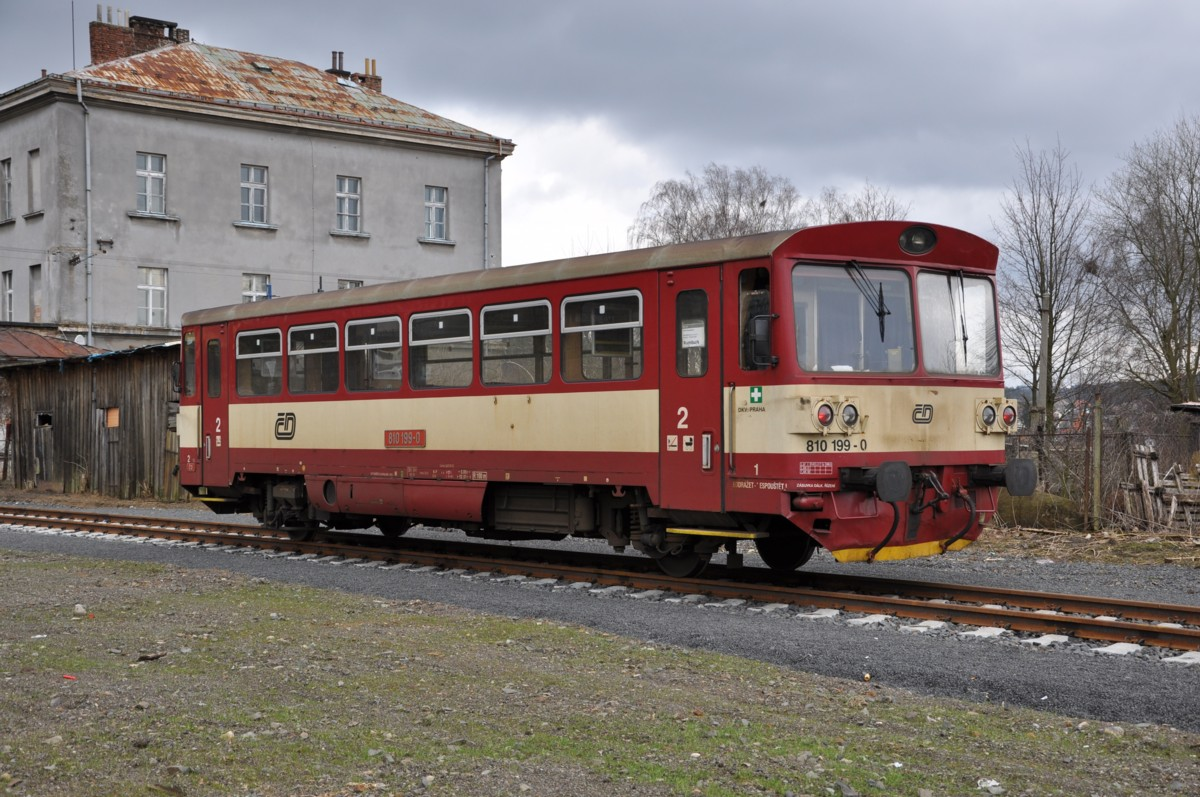
Triebwagen der ČD-Baureihe 810 in Dolní Poustevna (2010)

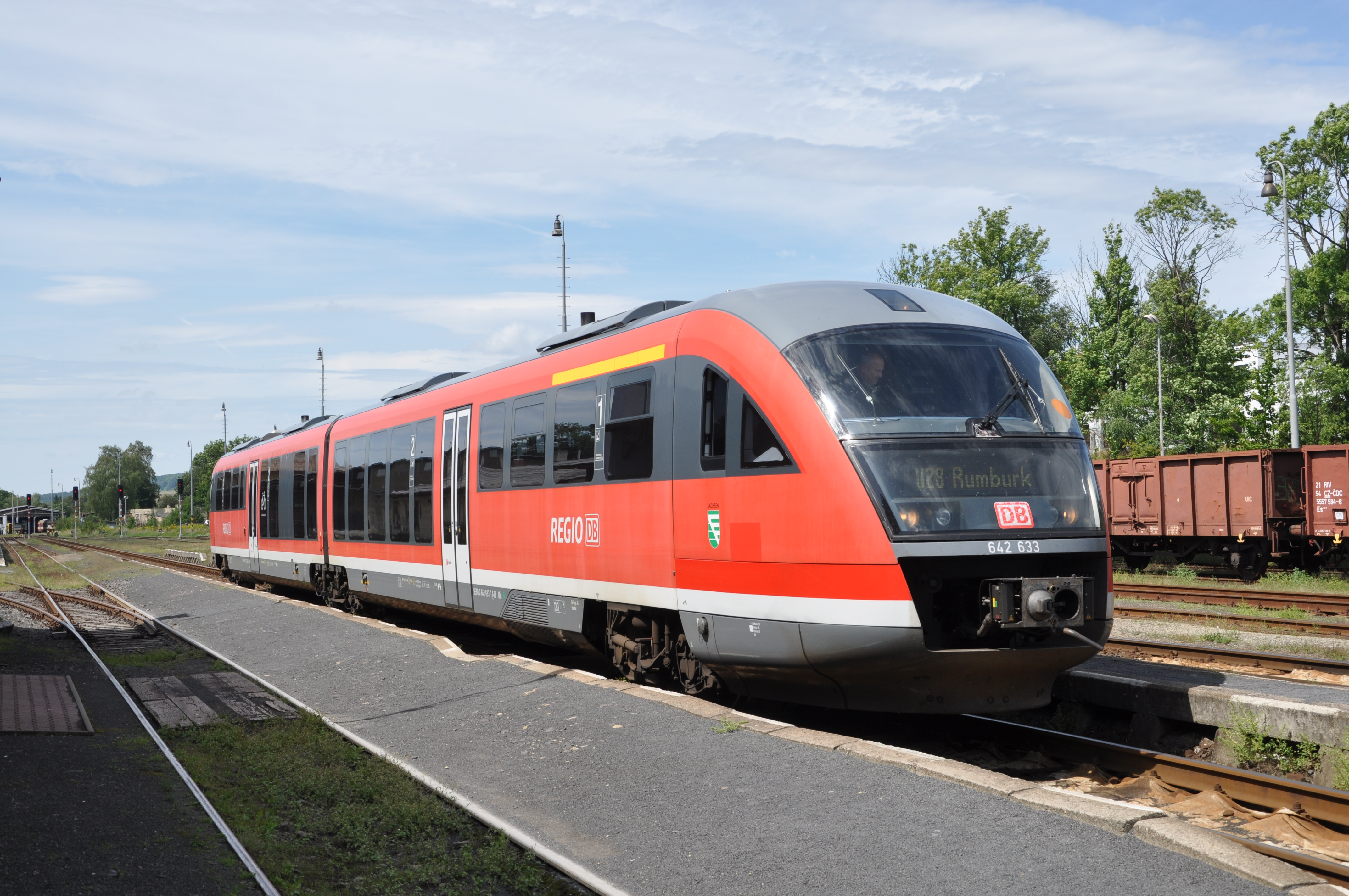
Triebwagen der DB-Baureihe 642 (Siemens Desiro Classic) in Rumburk (2014)

Ab dem 1. Mai 1932 kamen wie auch auf anderen Lokalbahnen der ČSD die Tatra-Turmtriebwagen der ČSD-Baureihe M 120.4 zum Einsatz. Belegt ist auch der Einsatz von Triebwagen der ČSD-Baureihe M 242.0 Ende der 1930er Jahre.
Nach dem Zweiten Weltkrieg wurden die mittlerweile überalterten Turmtriebwagen von der neu in Dienst gestellten Baureihe M 131.1 verdrängt. Seit den 1980er Jahren kamen im Reisezugverkehr die ab Ende der 1970er Jahre in Dienst gestellten Triebwagen der Baureihe 810 (ČSD-Baureihe M 152.0) und deren modernisierte Variante ČD-Baureihe 814 „Regionova“ zum Einsatz.
Auf der Linie U28 (Rumburk – Sebnitz – Bad Schandau – Děčín hl. n.) verkehren seit Juli 2014 niederflurige Triebwagen der DB-Baureihe 642 (Siemens Desiro) von DB Regio. Einzelne Leistungen im Binnenverkehr zwischen Dolní Poustevna und Rumburk werden von einem Triebwagen der ČD-Baureihe 844 „RegioShark“ gefahren.